# Marc Miron
Marc Miron est un médecin français né à Tours et mort en 1608 à Paris. Il est Premier médecin du roi et conseiller de Henri III.

## Biographie

### Famille
Marc Miron nait dans le diocèse de Tours. En 1558, il obtient son doctorat en médecine à Faculté de médecine de Paris. Il obtient la fonction de doyen de la faculté.
Il épouse Géneviève de Morvilliers, de la maison du Chancelier de Chyverny. Ils ont pour enfants Charles Miron, archevêque de Lyon. Un autre est Lieutenant Civil et Prévôt des marchands de Paris. Un troisième est Président au Parlement de Paris. Ils ont une fille, Marie qui épouse le Garde des Sceaux Louis le Fèvre de Caumartin.
La famille Miron habite à Paris, dans  l'hôtel particulier La Joyeuse, situé du 37 au 43 rue de Turenne, dans le Marais. Seule subsiste aujourd'hui la fontaine de Joyeuse, inscrite au titre des monuments historiques depuis le 6 mars 1925. En 1576, il est seigneur du château de l'Hermitage, à La Queue-en-Brie, qu'il lègue à ses descendants et seigneur de La Ferrière.

### Carrière
Marc Miron est le Premier médecin d'Henri III, la fonction hiérarchique de médecine la plus élevée du royaume. Il est le premier à être revêtu du titre d'Archiatrorum Comes, à Sanctioribus Confiliis. En 1573, son maître l'emmène en Pologne. Il le ramène l'année suivante.
Henri III ne lui confie pas seulement sa santé, mais s'enquiert de ses conseils dans ses affaires les plus épineuses. Marc Miron est envoyé à Paris dans un temps de trouble et soutient fortement les intérêts de son Maître contre les Guises.
Il devient capitaine et gouverneur de la ville de Crécy, grand maître enquêteur et général réformateur alternatif des eaux et forêts de Normandie en 1586. Les États généraux obligent le roi à le chasser de son entourage en décembre 1588.
Après la mort du roi, il se retira à Angers auprès de son fils, l'évêque Charles Miron. Le 22 mai 1589, Miron alla, avec Charles de Bourbon-Soissons, La Rochepot et d'autres seigneurs, à la rencontre de la Princesse de Condé.
« Miron le suivoit pas à pas,
Menant ses vaches à grant joye,
Dont il a faict un grant amas 
A Eventard et à la Haye.
Mais quant le bonhomme eust sa proye, 
Depuys il ny retourna pas.
Il nest que daller.
Michel Luette, Pique-mouches, 1592 »
Il meurt le jour de la Toussaint 1608.

### Controverse sur l'auteur de laRelation de la mort de MM. les duc et cardinal de Guise, par le sieur Miron, médecin du roi Henry III
Ce texte figure parmi les sources utilisées par l'historiographie pour documenter le scénario de l'assassinat des duc et cardinal de Guise. Deux éditions du XIXe siècle (Archives curieuses de l'histoire de France en 1836 et Nouvelle collection des mémoires pour servir à l'histoire de France en 1837) rapportent ce récit qui servira aux historiens contemporains pour donner les détails du scénario imaginé et réalisé de l'assassinat sans remettre en cause l'auteur du manuscrit, attribué à Miron.
Or, les études récentes prouvent que le manuscrit source du récit n'a pas comme auteur le médecin du roi Henri III mais provient de plusieurs manipulations de l'histoire dès le début du XVIIe siècle à des fins politiciennes.